# Čarovná lúka
Čarovná lúka, česky Čarovná louka, je pěstěná a oplocená louka a turistická atrakce v obci Oščadnica v okrese Čadca na Slovensku. Nachází se také v pohoří Kysucké Beskydy v CHKO Kysuce v Žilinském kraji.

## Další informace
Čarovná lúka vznikla v roce 2022 s cílem vytvořit krásný a esteticky zajímavý kousek přírody, kde lze trávit příjemné chvíle v přírodě. Na louce lze vidět a také dozvědět se něco více o pěstování bylin a jiných rostlin. Umistěny jsou také rekvizity pro focení, např. retro kola, vůz, houpačka a lavičky. Louka má plochu 8000 m² a je rozdělena na několik sektorů. Každý sektor má jiné barvy a vůně rostlin. Jsou zde divoké i šlechtěné rostliny a populární jsou v době kvetení fialová levandulová pole. Místo je využíváno take k občasným kulturním a společenským akcím. Čarovná louka se nachází na trase Naučná stezka Po stopách zbojníků v pohraničí a dalších turistických stezkách.

## Galeria

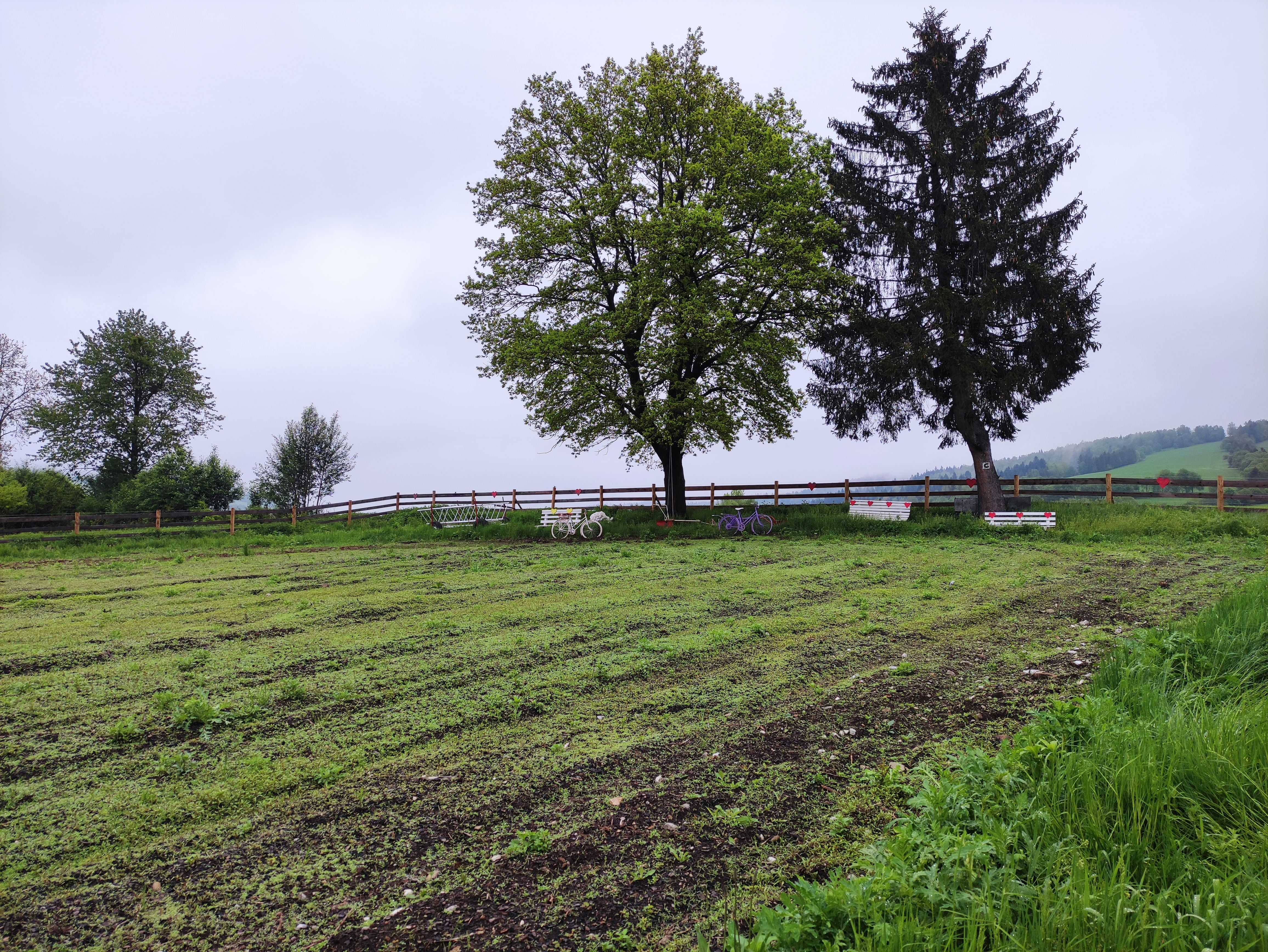
Louka před vykvetením
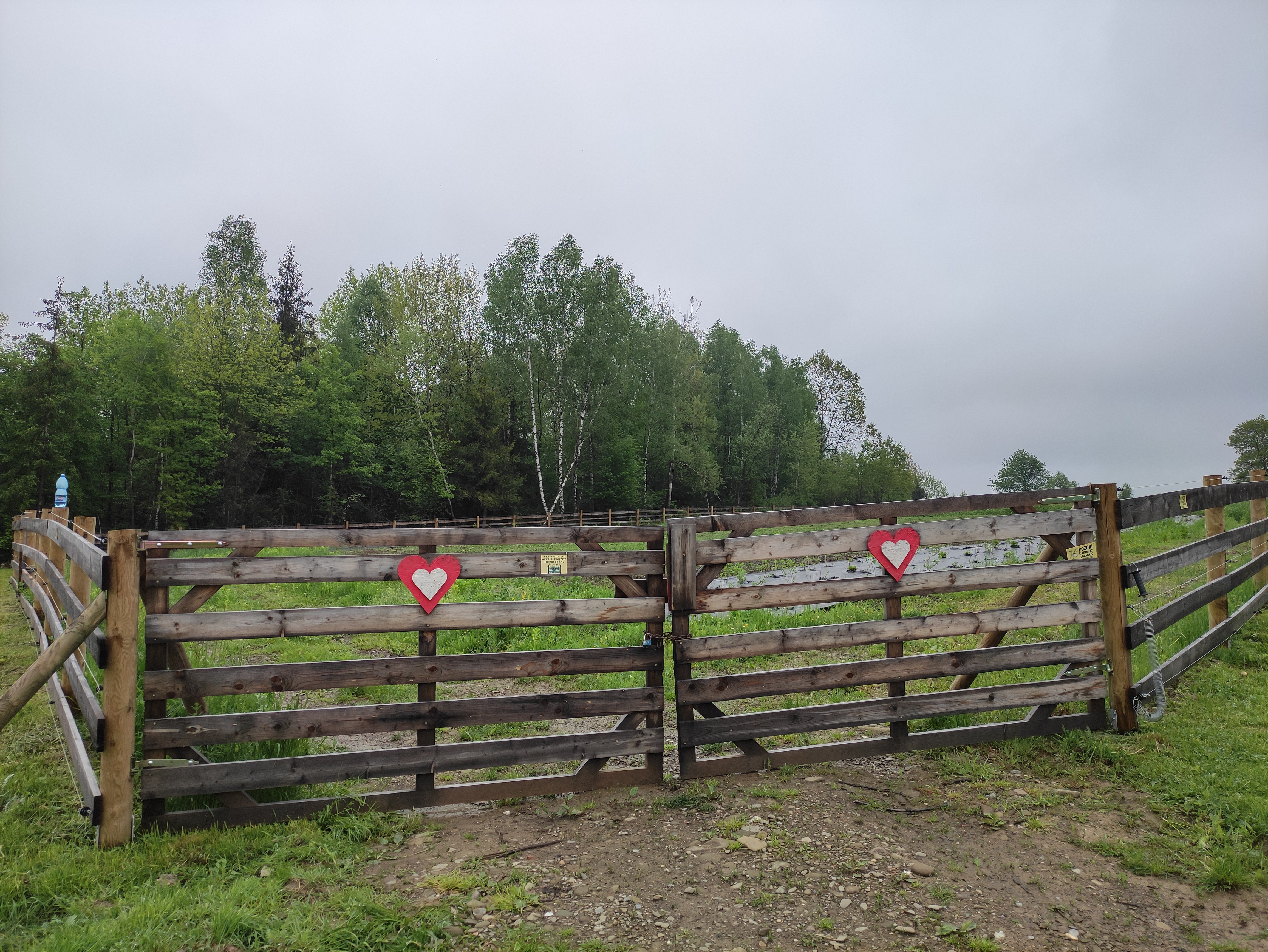
Louka před vykvetením